# Микмаки
Микмаки (англ. Míkmaq [miːɡmax]), самоназвание — Lnu, мн. ч. — Lnu’g, «люди») — индейский народ, проживающий на северо-востоке Новой Англии, в атлантических провинциях Канады и на полуострове Гаспе в Квебеке. 
Современная численность микмаков достигает 40 000 человек, из которых лишь около 11 000 говорят на микмакском языке (лнуисимк) алгонкинской подсемьи алгской языковой семьи. Ранее микмакский язык записывался микмакским иероглифическим письмом, но в настоящее время он записывается стандартным латинским алфавитом (в отличие от большинства других языков индейцев Канады, использующих канадское слоговое письмо).
Некоторое время между микмаками и беотуками существовал союз, однако случайный конфликт (убийство микмакским мальчиком беотукского в ссоре) привёл к кровопролитной войне между ними, в которой микмаки победили, оттеснив беотуков с части земель.

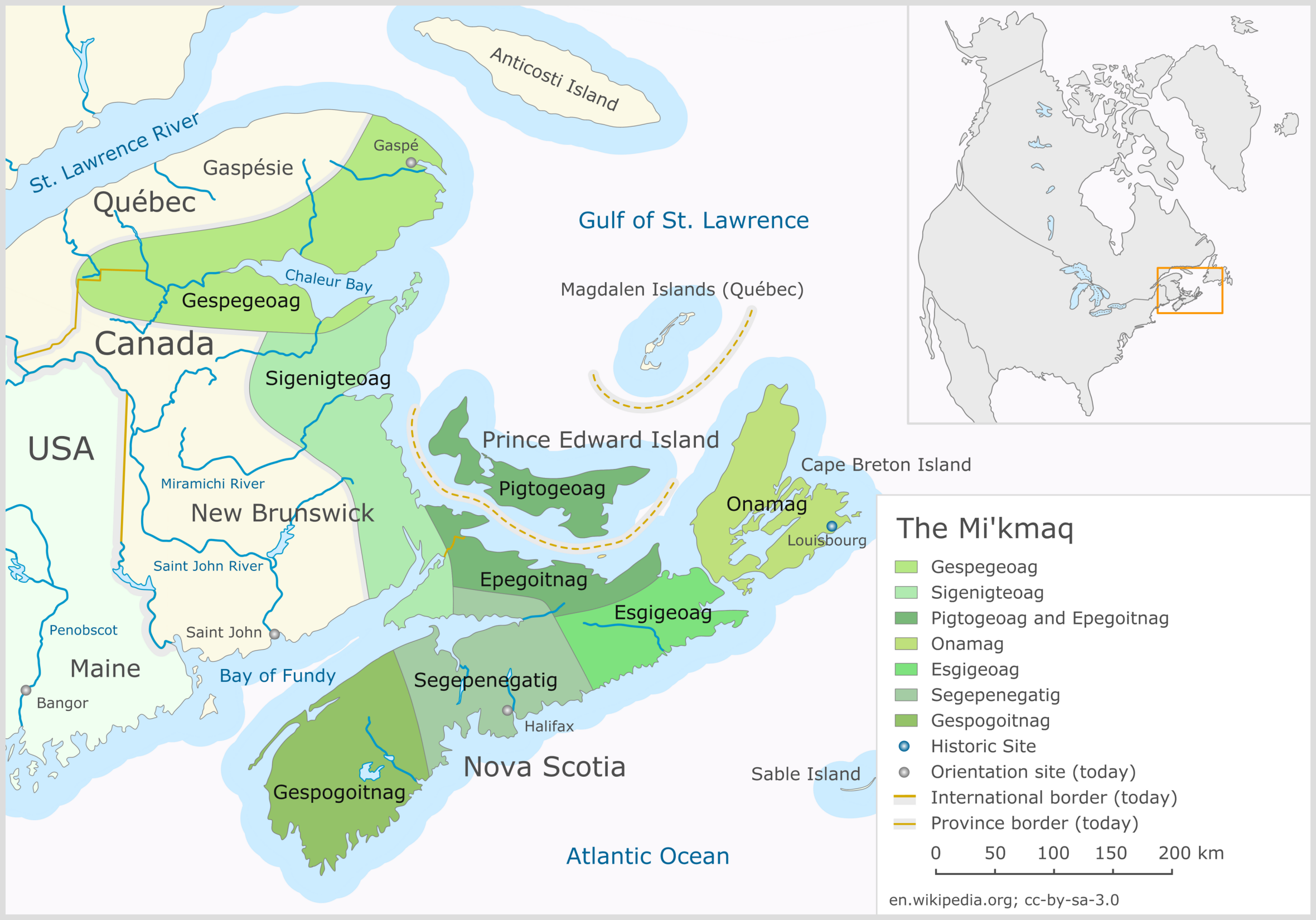
Область расселения микмаков
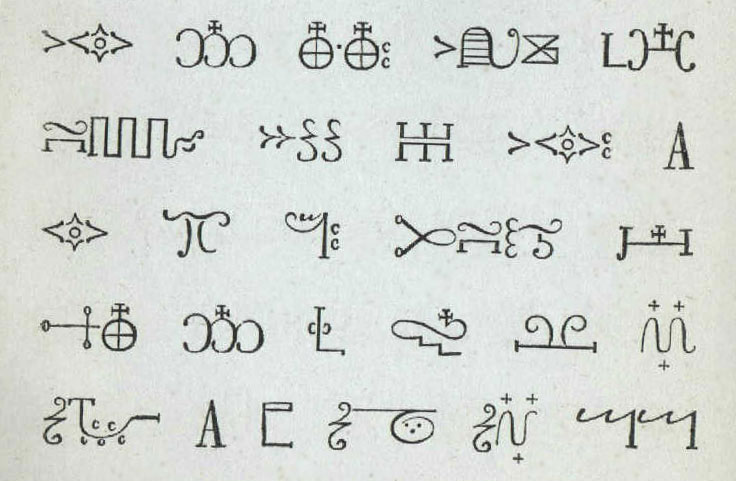
Знаки письменности микмаков
Один из микмакских флагов
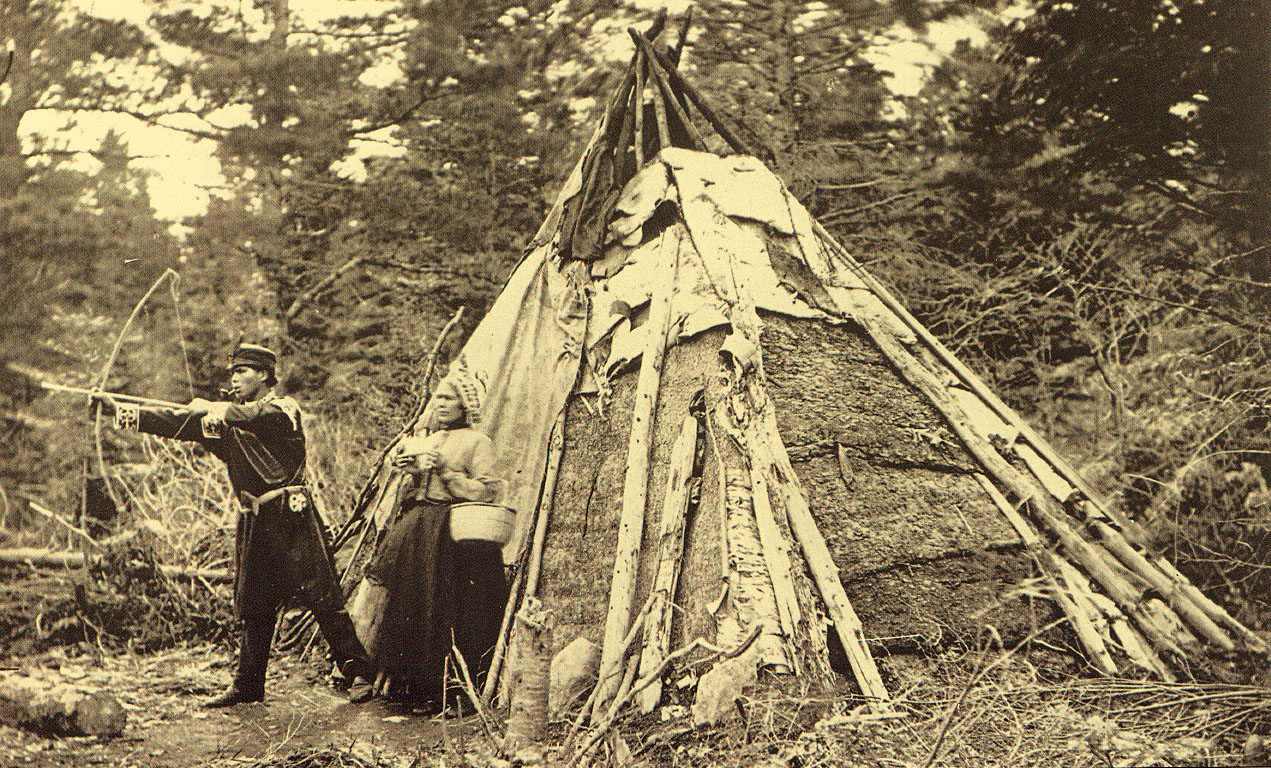
Микмаки в 1873 г.
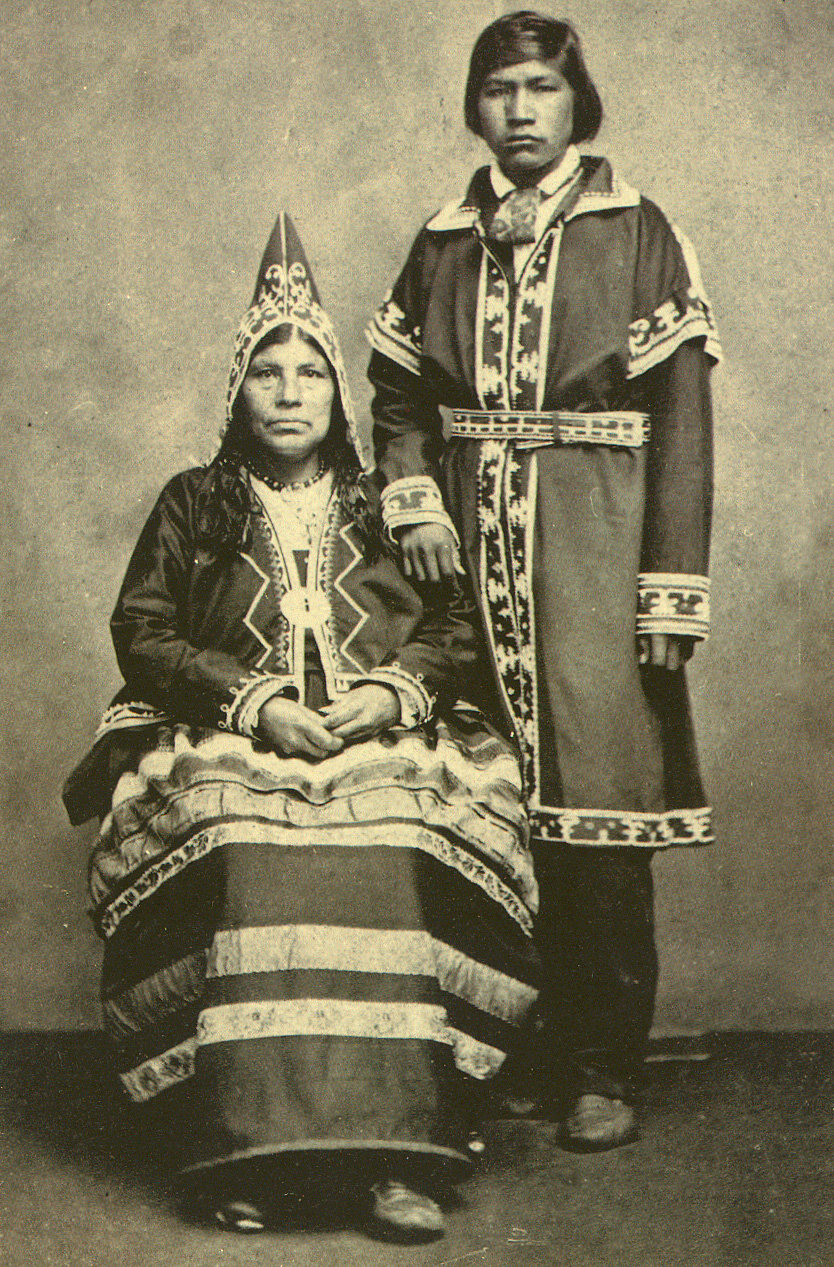
Микмаки в 1865 г.